# Bituitos

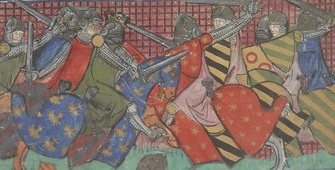
Bataille du Confluent, entre le roi arverne Bituit et les troupes romaines. Miniature médiévale issue du Speculum historiale de Vincent de Beauvais. XIVe siècle, BnF.

Bituitos est un roi des Arvernes du IIe siècle av. J.-C.. Il a succédé à son père Luern sur le trône et fut vaincu par les Romains en 121 av. J.-C..
On peut aussi trouver son nom sous les formes de Betultich, Betultus ou Bituit. La racine celte de son nom bitu aurait le sens de « monde ».
L'état fragmentaire de nos sources, et leur caractère parfois difficilement conciliable, sinon contradictoire, rendent le récit de la confrontation entre Bituitos et les Romains en partie incertain.

## L'irruption de la puissance romaine en Gaule

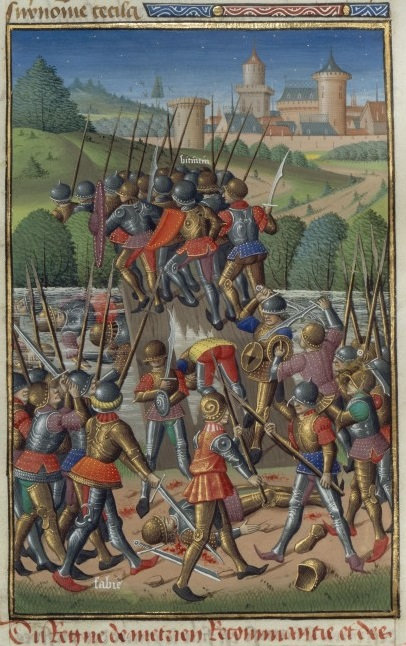
Fuite de Bituit devant Fabius, miniature médiévale issue du Speculum historiale de Vincent de Beauvais. XIVe siècle, BnF.

En 125 av. J.-C., appelés à l'aide par leurs alliés Marseillais, contre les Salyens, les Romains commencent des campagnes militaires dans les territoires de Gaule méridionale. Assez rapidement la zone de conflit s’étend par contiguïté, engageant des peuples puissants comme les Voconces puis les Allobroges et leurs alliés Arvernes, qui se trouvaient en position hégémonique en Gaule. 

### Début du conflit avec Rome
En 122 av. J.-C. le consul Gnaeus Domitius Ahenobarbus pénètre en Gaule avec son armée. Les chefs salyens se réfugient chez les Allobroges. Bituitos envoie alors une ambassade à Domitius Ahenobarbus, afin d’obtenir une paix. Appien nous a gardé la description de cette ambassade fastueuse avec chiens de garde et bardes, même s’il identifie de manière erronée Bituitos au roi des Allobroges. Domitius Ahenobarbus refuse cependant de traiter. Par ailleurs les Arvernes se portent contre les Éduens, alliés des Romains. D'autres auteurs ont véhiculé l'image d'un roi puissant et riche, ainsi Joseph Adolphe Aubenas écrivait-il : « (...)pour citer un fait entre tous, je rappellerai ce luxe du chef des Arvernes dont la défaite fut la première victoire considérable des Romains en Gaule, de ce Bituitus qui allait au combat sur un char d'argent, revêtu d'une armure étincelante et jetant avec profusion des monnaies d'argent sur ses pas. ».
Une seconde armée, commandée par Fabius Maximus, rejoint celle de Domitius. Les Gaulois sont battus par les Romains en 121 av. J.-.C, les Allobroges d’abord sur la Sorgue par Domitius, puis Bituitos et ses troupes dans une bataille dont la localisation serait à proximité du confluent Rhône-Isère (carrefour des Sept Chemins). Bituitos et ses alliés avaient alors rassemblé deux cent mille hommes dont de nombreux archers Rutènes, peuple client des arvernes, selon Strabon.

### Bataille du Confluent
Les peuples arvernes et allobroges, dont les forces auraient compté jusqu'à 200 000 hommes, marchèrent alors contre le consul Quintus Fabius Maximus, qui était à la tête de trente mille hommes et d’éléphants. Ils livrèrent la bataille du confluent, et furent vaincus. Les deux chefs romains érigèrent  des trophées sur les lieux de leur victoire, coutume qui n’était alors pas familière aux Romains.

« Le consul Fabius Maximus [...] lutta victorieusement contre les Allobroges et Bituit, le roi des Arvernes. De l'armée de Bituit, 120 000 hommes furent tués [...]. »

— Tite-Live, Histoire romaine, Livre 61
Après la défaite, Bituitos tenta de négocier. À cette fin, il conseille aux Allobroges de se rendre à Fabius et envisage de faire de même. Ce faisant, il irrite Domitius qui est encore en Gaule et voit sa victoire niée au profit de son collègue. 
Selon Valère Maxime, prétextant une entrevue, Domitius rencontre Bituitos et le fait prisonnier. Selon le résumé de Tite-Live, c'est après s'être rendu en ambassade au Sénat qu'il aurait été capturé. Le roi arverne est alors emmené en triomphe à Rome. Il aurait été, selon Florus, l’élément le plus spectaculaire du triomphe avec ses armes bariolées, son char d’argent dans son équipement de combat. 

« Comme le roi lui-même s'était rendu à Rome pour donner réparation au Sénat, on l'envoya à Albe pour être détenu, parce qu'il semblait contraire à la paix de le renvoyer en Gaule. On décida aussi d'arrêter son fils Congonnetiacus [...]. »

— Tite-Live, Histoire romaine ; Livre 61

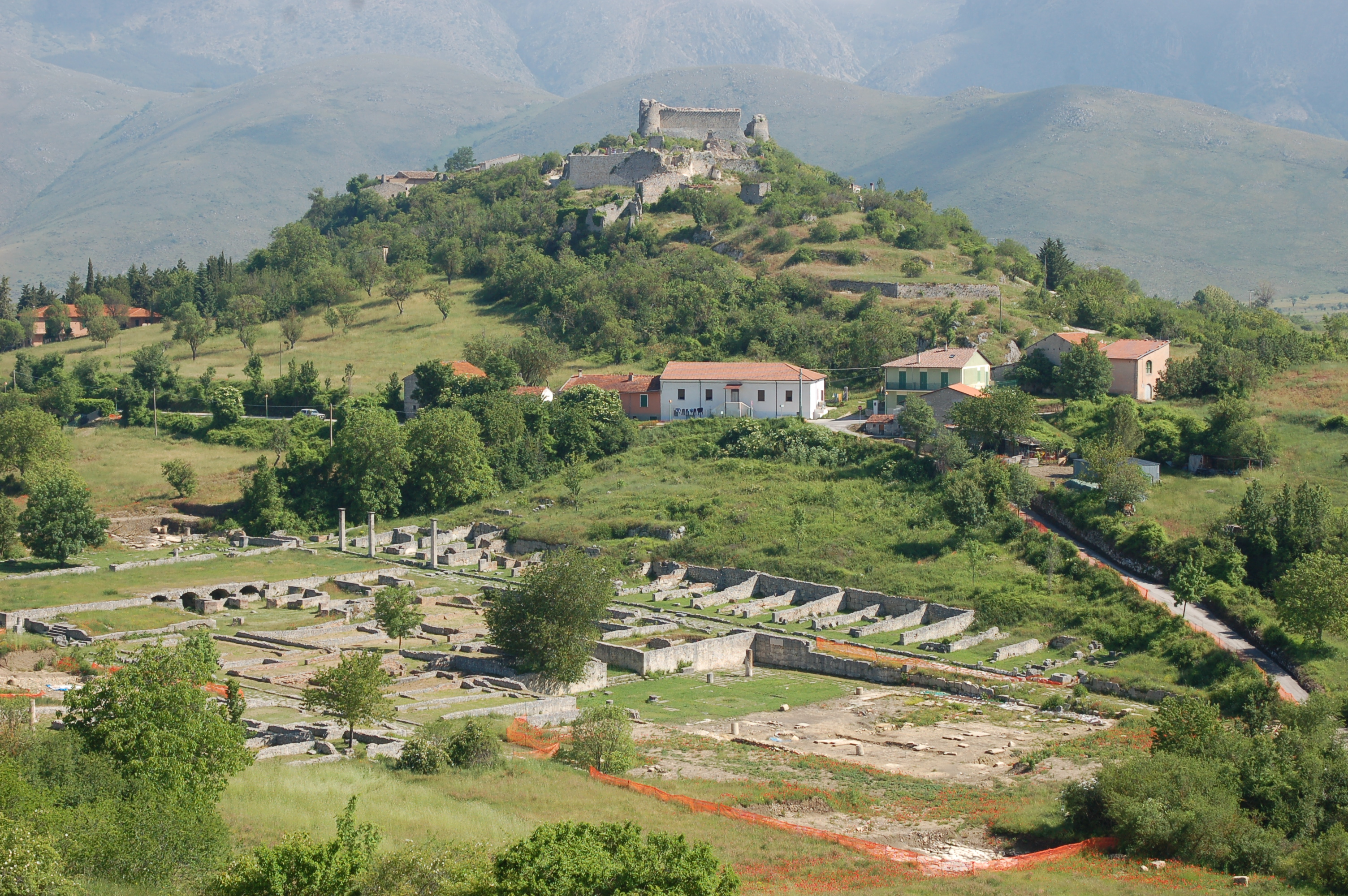
Le site d'Alba Fucens, en Italie centrale.

Le Sénat ne voulant pas approuver l’acte de traîtrise de Domitius, mais craignant par ailleurs Bituitos, il est décidé, selon Valère Maxime, qu'il ne retournerait pas dans son pays, mais resterait en détention libre dans la ville d'Alba Fucens, dans les Abruzzes, avec son fils Congentiatos. La raison d'État l'emporte sur la fides (bonne foi) romaine.

### La fin de l'hégémonie arverne
Cette défaite des Arvernes induit le caractère définitif de la présence romaine en Gaule du sud, future Province romaine, dont le nom sera à l'origine de la Provence, aussi nommée Gaule narbonnaise. Les Allobroges entrent dans la domination romaine, la puissance arverne est amoindrie  et la monarchie ne tarde pas à être remplacée par une assemblée de magistrats. Une partie du peuple rutène se trouve compris dans la Provincia romana, sous le nom de Rutènes provinciaux, les autres toujours indépendants restent néanmoins clients du peuple arverne.

### Sources primaires
Wikisource
- Jules César, Commentaires sur la Guerre des Gaules, Livre I.

- Fastes capitolins, (année 634 de Rome)
- Tite-Live, Epitome, 61
- Strabon, Géographie [détail des éditions] [lire en ligne], IV, 1, 11 et IV, 2, 3
- Valère Maxime, IX, 6, 3
- Florus, I, 37 (III, 2)
- Appien, Celtique, 11
- Athénée, Deipnosophistes [détail des éditions] (lire en ligne), IV, 2, 2
- Orose, V, 14

### Travaux contemporains
- Venceslas Kruta, Les Celtes, Histoire et dictionnaire, Robert Laffont, coll. « Bouquins », Paris, 2000,  (ISBN 2-7028-6261-6)
- Christian-J. Guyonvarc'h et Françoise Le Roux, Les Druides, Éditions Ouest-France, Rennes, 1986,  (ISBN 2-85882-920-9)
- Albert Grenier, Les Gaulois, Petite bibliothèque Payot, Paris, 1994,  (ISBN 2-228-88838-9)
- Stephan Fichtl, Les peuples gaulois, IIIe-Ier siècles av. J.-C., Éditions Errance, Paris, 2004,  (ISBN 2-87772-290-2)
- Danièle et Yves Roman, Histoire de la Gaule, Fayard, Paris, 1997.
- Consulter aussi la bibliographie sur les Celtes.